# Nabila Djahnine
Pour les articles homonymes, voir Djahnine.
Nabila Djahnine (en kabyle : Nabila Ǧahnin), née en 1965 à Béjaïa et morte le 15 février 1995 à Tizi Ouzou, est une militante de gauche féministe algérienne connue notamment pour avoir lutté contre la promulgation du Code de la famille voté en 1984.

## Biographie
Nabila Djahnine a fait des études d’architecture à l’Université de Tizi Ouzou. Elle rejoint le parti communiste révolutionnaire (GCR) puis le parti socialiste des travailleurs (PST). Elle fonde avec d'autres étudiants le Syndicat national des étudiants algériens.
Engagée pour le droit des femmes, elle est aussi membre fondateur de l’association pour l’émancipation des femmes (AEF) et créera l'association Tiɣri n tameṭṭut (Cri de femme) dont elle sera présidente et qui vise à diffuser le message d’émancipation des femmes dans les territoires ruraux d’Algérie à travers la promotion des méthodes de contraception ou par l'alphabétisation des femmes. 
Elle est également membre de la direction de la ville de Tizi Ouzou où elle s’oppose aux conservateurs. Elle prendra vivement parti contre la promulgation du code de la famille mis en place par le président qui va notamment reléguer les femmes au statut de mineurs. 
Elle s'engagera également dans la promotion de la culture amazighe en participant notamment aux deuxièmes assises du mouvement culturel berbère « pour la reconnaissance par le pouvoir politique de la langue et de la culture berbère ».

## Assassinat
Elle est assassinée le 15 février 1995 par un groupe terroriste islamiste. Elle est tuée par balle à une centaine de mètres de l'Université Mouloud-Mammeri au centre de la ville de Tizi Ouzou. Nabila Djahnine fait donc partie des plusieurs milliers de victimes de la décennie noire. Elle repose au cimetière de Sidi Mhamed Amokrane dans sa ville natale de Béjaïa.

## Hommages
De nombreux hommages sont faits après sa mort, elle marquera le militantisme féministe algérien. Chaque année, de nombreux événements et manifestations ont lieu afin de lui rendre hommage. En 2006, 11 ans après l'assassinat de Nabila Djahnine, sa sœur, l'auteure et réalisatrice Habiba Djahnine, réalise le documentaire Lettre à ma sœur qui vise à retracer le parcours de Nabila et rendre compte de l'impact qu'elle a eu sur les Algériens qu'elle a pu rencontrer. Un portrait lui est également dédié dans le livre V comme Virago de Aude Gogny-Goubert et Adrien Rebaudo.